# Calogero
Calogero, właśc. Calogero Maurici (ur. 30 lipca 1971 w Échirolles) – francuski kompozytor, muzyk i wokalista pochodzenia włoskiego.

## Życiorys
Pochodzi z rodziny o włoskich korzeniach, jego rodzice wywodzą się z wioski Sommatino, w południowej części Sycylii (między Licatą a Caltanissettą). W Grenoble uczył się zawodu kucharza. Dorastał w wioskach Saint-Michel-de-Saint-Geoirs oraz Saint-Étienne-de-Saint-Geoirs w departamencie Isère.

## Kariera
W wieku 20 lat debiutował z grupą Les Charts. Calogero komponuje swoje piosenki, teksty do nich układają m.in. Marc Lavoine, Jean-Jacques Goldman, Dominique A.

### Albumy
- 1999: Au milieu des autres
- 2002: Calogero
- 2004: 3
- 2007: Pomme C
- 2009: L’Embellie
- 2010: V.O.
- 2010: V.O.-V.S. (Version Originale / Version Symphonique)
- 2014: Les Feux d’artifice
- 2017: Liberté chérie
- 2020: Centre ville
- 2023: A.M.O.U.R
- 2024: X

### Albumy koncertowe
- 2005: Live 1.0
- 2011: Live symphonique
- 2015: Live 2015

### Single
- 1999: Prendre l’air
- 2000: De cendres et de terre
- 2000: Devant toi
- 2000: Dire
- 2001: Aussi libre que moi
- 2002: En apesanteur
- 2002: Tien An Men
- 2003: Prendre racine
- 2003: Yalla
- 2004: Face à la mer (w duecie z Passi)
- 2004: Si seulement je pouvais lui manquer
- 2005: Safe sex
- 2005: Live 1.0
- 2005: Un jour parfait (Live)
- 2005: Devant toi (Live)
- 2007: Le saut de l’ange
- 2007: Pomme C
- 2008: Danser encore
- 2008: Drôle d’animal
- 2008: La débâcle des sentiments (w duecie ze Stanislas)
- 2009: C’est dit
- 2009: L’ombre et la lumière (w duecie z Grand Corps Malade)
- 2009: La fin de la fin du monde
- 2010: Le passage des cyclones
- 2010: Nathan
- 2010: C’est d’ici que je vous écris